# (34714) 2001 OB105
2001 OB105 (asteroide 34714) é um asteroide da cintura principal. Possui uma excentricidade de 0.10549100 e uma inclinação de 2.68902º.
Este asteroide foi descoberto no dia 28 de julho de 2001 por LONEOS em Anderson Mesa.